# Salching
Salching – miejscowość i gmina w Niemczech, w kraju związkowym Bawaria, w rejencji Dolna Bawaria, w regionie Donau-Wald, w powiecie Straubing-Bogen, wchodzi w skład wspólnoty administracyjnej Aiterhofen. Leży około 8 km na południe od Straubingu.

## Dzielnice
W skład gminy wchodzą następujące dzielnice: Salching, Oberpiebing, Aufham, Aumühle, Außerhienthal, Kienoden, Kirchmatting, Maierhof, Matting, Niederpiebing, Pfaffenpoint i Piering.

## Demografia
| Rok  | Liczba mieszk. |
| ---- | -------------- |
| 1970 | 1329           |
| 1987 | 1695           |
| 2000 | 2373           |

## Oświata
(na 1999)

W gminie znajduje się 50 miejsc przedszkolnych (81 dzieci) oraz szkoła podstawowa (7 nauczycieli, 137 uczniów).